# ОШ Миђени Муховац
ОШ „Миђени” у Муховцу, једна је од установа основног образовања на територији општине Бујановац.
Настава се одвија на албанском језику.